# Samarkand Challenger 2004
Il Samarkand Challenger 2004 è stato un torneo di tennis facente parte della categoria ATP Challenger Series nell'ambito dell'ATP Challenger Series 2004. Il torneo si è giocato a Samarcanda in Uzbekistan dal 16 al 21 agosto 2004 su campi in terra rossa.

## Vincitori

### Singolare
Mariano Puerta ha battuto in finale  Pavel Šnobel con il punteggio di 6–1, 6–2

### Doppio
Jean-François Bachelot /  Melle Van Gemerden hanno battuto in finale  Sebastian Fitz /  Florin Mergea con il punteggio di 6–2, 3–6, 6–1